# SBA-60K2 Bulat
Der Radschützenpanzer SBA-60K2 Bulat (APC) wurde gemeinsam von KAMAZ und Zaschita Corporation als privates Projekt aus eigenen Finanzmitteln entwickelt. Die Entwicklung dieses Fahrzeugs begann im Jahr 2010 und wurde 2013 abgeschlossen. Es ist eine Weiterentwicklung des früheren BPM-97 (vom Hersteller als KAMAZ-43269 bezeichnet), 4×4-Rad-Mine Resistant Ambush Protected Vehicle (MRAP) Fahrzeugs. Zurzeit besitzt Russland 15 Bulat-Fahrzeuge, die Ende 2014 geliefert wurden, weiteren 50 Fahrzeuge wurden bestellt.

## Technik
Das Layout des Bulat SBA-60-K2 ist dem alten sowjetischen BTR-152 sehr ähnlich. Der Motor befindet sich vorne, der Kommandant und der Fahrer sitzen hinter dem Motor und das Truppenteil hinten. Die Bulat-APC besteht aus einem KamAZ-5350-6×6-Fahrgestell. Es ist mit einer komplett geschlossenen Panzerung ausgestattet und kann in vielen Funktionen eingesetzt werden: Transport von Soldaten und Ausrüstung, Patrouillen- und Konvoi-Begleiteinsätze sowie Minen- und IED-Räumung.
Das Truppenabteil bietet Platz für 8 voll ausgestattete Soldaten und 2 Besatzungsmitglieder. Die Soldaten betreten und verlassen das Fahrzeug durch die Doppeltüren, die sich an der Rückseite des Rumpfes befinden und sich nach außen öffnen, jede Tür ist mit einem einzigen kugelsicheren Glasfenster und einer Feueröffnung versehen. Das Dach des Mannschaftsraums ist mit 6 Luken versehen, und beide Seiten des Rumpfes können mit drei bis vier kugelsicheren Glasfenstern mit einer Schießöffnung unter jedem Fenster ausgestattet werden.
Der Bulat APC wird von einem KamAZ-740.31-240 Turbo-Dieselmotor mit 240 PS angetrieben, der mit einem 10-Gang-Schaltgetriebe kombiniert ist. Obwohl der Bulat auf einer 6×6-Konfiguration mit Rädern aufgebaut ist, verfügt er nur über eine eingeschränkte Geländegängigkeit. Er ist mit einem zentralen Reifenfdruckregulierungssystem und einer Winde ausgestattet.
Zur Standardausstattung gehören eine Klimaanlage und ein Motorfeuerlöschsystem Es gibt eine Reihe anderer verfügbarer Optionen, darunter ein satellitengestütztes Landnavigationssystem, Kameras für 360-Grad-Rundumsicht und eine zusätzliche Heizung.
Die Panzerung des Bulat kann nur direkten Treffern von Geschossen des Kalibers 7,62 mm widerstehen. Das Fahrzeug verfügt über eine markante, hoch abgewinkelte, plattierte Panzerung, die die Schüsse von Kleinwaffen und Artilleriegranaten ablenken kann, und einen V-förmigen Rumpf, um den Schutz gegen Minen- und Sprengstoffexplosionen bis zu einer Sprengkraft von 1 kg TNT zu erhöhen. Der Bulat ist auch mit minenfesten Sitzen ausgestattet. Der Bulat kann mit einem ferngesteuerten 7,62-mm- oder 12,7-mm-Maschinengewehr bewaffnet werden.
Das Listva-Minenräum- und EOD-Fahrzeug, ausgestattet mit Minenerkennungs- und -entsorgungsausrüstung, basiert auf dem SBA-60K2 Bulat. Das Listva soll Routen für die mobilen Interkontinentalraketen Topol, Topol-M und Yars frei machen. Es trat 2014 bei den strategischen Raketentruppen in Dienst. Listva ist speziell gegen elektromagnetische Strahlung abgeschirmt, um die Crew vor den schädlichen Einflüssen der elektronischen Minenentschärfungssysteme zu schützen.

## Varianten
- Bulat: Mannschaftstransportwagen

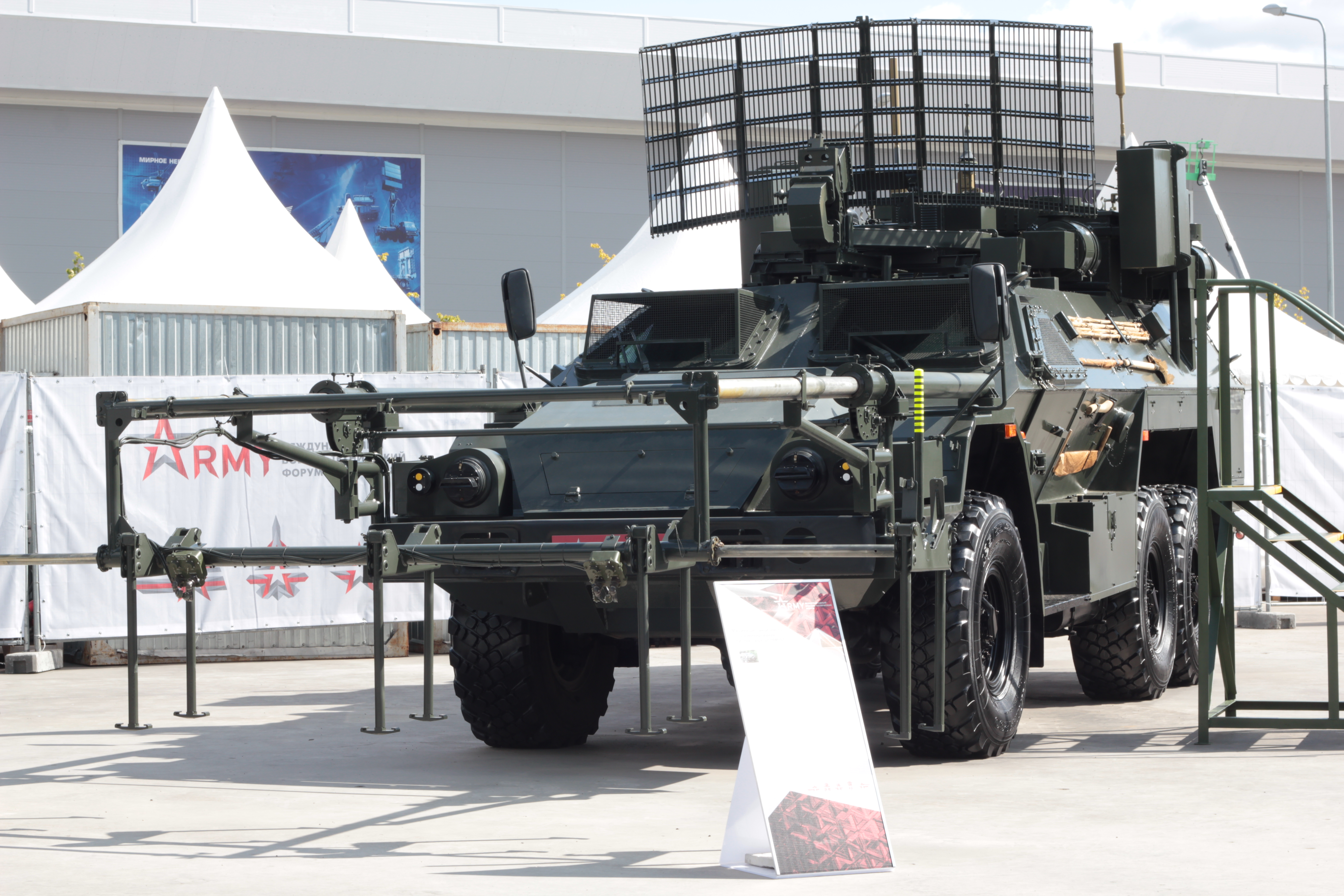
Listva

- Listva: Minenräum- und EOD-Detektionsfahrzeug, ausgestattet mit Minensuch- und Entsorgungsequipment.